# Alfabeto búlgaro

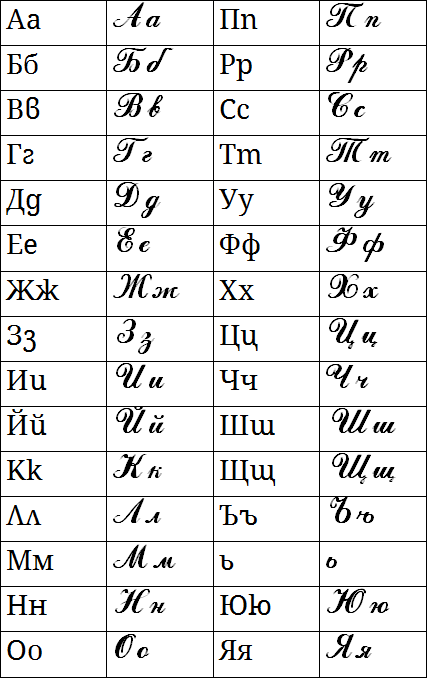
El alfabeto búlgaro, incluyendo las formas en cursiva de las letras

El alfabeto búlgaro (en búlgaro: Българска азбука, Bàlgarska Azbuka) es la variante del alfabeto cirílico  utilizada para escribir el idioma búlgaro.

## Historia
En el año 886 el Imperio búlgaro introdujo el alfabeto glagolítico, que había sido ideado por los santos Cirilo y Metodio alrededor del 850. El alfabeto glagolítico fue reemplazado gradualmente en los siglos posteriores por el alfabeto cirílico, desarrollado alrededor del Escuela literaria de Preslav, a principios del X para escribir el antiguo eslavo eclesiástico, la lengua de las iglesias del Este de Europa.
No fue hasta la primera mitad del siglo XIX cuando diversas versiones del alfabeto cirílico (de entre 28 a 44 letras) se usarían en los esfuerzos para dotar de escritura al idioma búlgaro moderno. Hacia 1870, el alfabeto de 32 letras  propuesto por Marin Drinov ya había ganado suficiente protagonismo para ser el estándar escrito. Empero la reforma ortográfica de 1945 lo alteró: las letras yat (Ѣ, también conocida como "doble e", двойно е) y yus (ѫ, también conocida como "signo nasal grande", голяма носовка; "yer cruzado", ъ кръстато, y "yer ancho", широко ъ) fueron eliminados, reduciendo el número de letras del alfabeto búlgaro a 30. 

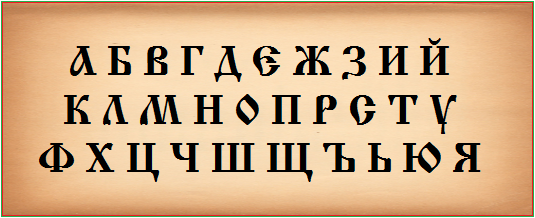
alfabeto búlgaro

Con la adhesión de Bulgaria a la Unión Europea el 1 de enero de 2007, el alfabeto cirílico se convirtió en el tercer alfabeto oficial de la Unión Europea, tras el griego y el latino.

## Lista
La tabla siguiente muestra las letras del alfabeto búlgaro, junto a sus fonemas  AFI. La transliteración listada en la columna de transliteración oficial, conocida como sistema simplificado, es la que figura en el diccionario ortográfico oficial de 2012. Para otras normas de transliteración véase sistema directo de transliteración del alfabeto búlgaro.
| Alfabeto búlgaro | ISO 9 | Transliteración oficial | AFI                                                         | Nombre   | Equivalente                   |
| ---------------- | ----- | ----------------------- | ----------------------------------------------------------- | -------- | ----------------------------- |
| А а (а)          | А а   | А а                     | /a/ o /ɐ/                                                   | a        | a como "ala"                  |
| Б б              | B b   | B b                     | /b/ o /p/                                                   | бъ       | b como "bola""                |
| В в (в)          | V v   | V v                     | /v/ o /f/                                                   | въ       | v, como el francés "verre"    |
| Г г (г)          | G g   | G g                     | /ɡ/ o /k/                                                   | гъ       | g como "gato"                 |
| Д д (д, )        | D d   | D d                     | /d/ o /t/                                                   | дъ       | d como "dice"                 |
| Е е              | E e   | E e                     | /ɛ/                                                         | е        | e como "terrón"               |
| Ж ж              | Ž ž   | Zh zh                   | /ʒ/ o /ʃ/                                                   | жъ       | j como el francés "jour"      |
| З з              | Z z   | Z z                     | /z/ o /s/                                                   | зъ       | z como inglés "zoo"           |
| И и (и)          | I i   | I i                     | /i/                                                         | и        | i como "vista"                |
| Й й (й)          | J j   | Y y                     | /j/                                                         | и кратко | i semivocal como "hielo"      |
| К к              | K k   | K k                     | /k/ o /ɡ/                                                   | къ       | c como "casa"                 |
| Л л (л)          | L l   | L l                     | / l / antes de е y и, / ʎ / antes de ю, я i ь o / ɫ / resto | лъ       | l como "lupa"                 |
| М м              | M m   | M m                     | /m/                                                         | мъ       | m como "mamá"                 |
| Н н              | N n   | N n                     | /n/                                                         | нъ       | n como "normal"               |
| О о              | O o   | O o                     | /ɔ/ o /o/                                                   | о        | o como "orfanato"             |
| П п (п)          | P p   | P p                     | /p/                                                         | пъ       | p como "papá"                 |
| Р р              | R r   | R r                     | /r/                                                         | ръ       | r como "restaurante"          |
| С с              | S s   | S s                     | /s/ o /z/                                                   | съ       | s como "sol"                  |
| Т т (т)          | T t   | T t                     | /t/ o /d/                                                   | тъ       | t como "torre"                |
| У у              | U u   | U u                     | /u/, /o/ o /w/                                              | y        | u como "único"                |
| Ф ф              | F f   | F f                     | /f/                                                         | фъ       | f como "fuego"                |
| Х х              | H h   | H h                     | /x/                                                         | хъ       | h como el inglés "hobby"      |
| Ц ц (ц)          | C c   | Ts ts                   | /t͡s/                                                        | цъ       | ts como "Botsuana"            |
| Ч ч              | Č č   | Ch ch                   | /t͡ʃ/                                                        | чъ       | ch como "chocolate"           |
| Ш ш (ш)          | Š š   | Sh sh                   | /ʃ/                                                         | шъ       | sh como "fish"                |
| Щ щ (щ)          | Št št | Sht sht                 | /ʃt/                                                        | щъ       | sht como "Ishtar"             |
| Ъ ъ              | Ǎ ǎ   | A a                     | /ɤ/ o /ɐ/                                                   | ер голям | ɐ                             |
| Ь ь              | '     | Y y                     | /j/ o sordo                                                 | ер малък | Signo duro: i como en "avión" |
| Ю ю              | Ju ju | Yu yu                   | /ju/, /jo/, /u/ o /o/                                       | ю        | yu como "yuca"                |
| Я я              | Ja ja | Ya ya                   | /ja/, /jɐ/, /a/ o /ɐ/                                       | я        | ya como "yace"                |

1. ↑  Leonard Orban. «Cyrillic, the third official alphabet of the EU, was created by a truly multilingual European», 24-05-2007. [Consulta: 3 agost 2014].
2. ↑  Las minúsculas cirílicas en cursiva se muestran entre corchetes cuando son significativamente diferentes del correspondiente latino.
3. 1 2 3 4 5  La romanización de estos caracteres difiere de la versión actual, ISO 9: 1995, ya que nunca fue adoptada oficialmente como una romanización estándar.

La mayoría de las letras del alfabeto búlgaro representan un solo sonido. Tres letras representan sonidos escritos en español con dos o más letras. Estas letras son щ (isht), ю (yu) y я (ya). Hay dos sonidos adicionales que requieren dos letras: estos son дж /dʒ/ y дз /dz/. La letra ь marca la palatalización de cualquier consonante (excepto ж, ч y ш) antes de la letra о, ю y я después de que las consonantes marcan la palatalización de la consonante precedente, además de representar las vocales /u/ y /a/.
Una letra que representa una consonante sonora puede representar su contraparte sorda y viceversa cuando se junta con una consonante sorda o sonora, respectivamente, o cuando una consonante sonora es la consonante final en una sílaba, por ejemplo: вторник / ftɔrnik / "martes", нож / nɔʃ / "cuchillo", сграда / zɡradɐ / "edificio", сватба / svadbɐ / "boda".
Los nombres de la mayoría de las letras son representaciones simples de sus valores fonéticos, con las consonantes seguidas de /ɤ/, por lo que el alfabeto se lee así: /a/ - b /ɤ/ - /vɤ/ etc. Sin embargo, la letra Й se llama "i-Kratko" (y corta), el de Ъ es "er-goliam" (yer grande), y el de Ь es "er-malak" (yer pequeña). A menudo la letra Ъ es llamada sencillamente como /ɤ/.

## Ѝ
La letra acentuada Ѝ utiliza un acento diacrítico para distinguir la conjunción 'и' (y) del pronombre 'ѝ' (ella). No se considera una letra, sino una forma especial de И.

## Escritura
Normalmente el búlgaro se comporta como lo que se conoce como una lengua de ortografía fonémica, es decir, que las palabras se escriben tal como se pronuncian. Esto es cierto, pero con excepciones. Tres de los ejemplos más citados son:
- Los sonidos [ɐ] y [o] que sólo aparecen en sílabas no acentuadas, se escriben con dos letras diferentes cada uno de ellos - "а" o "ъ", y "о" o "у" respectivamente.
- La vocal en las terminaciones verbales acentuadas -a, -ат, -я y -ят y en los artículos definidos cortos acentuados -ay -я se pronuncia [ɤ]. Así, чета ( "yo leo") se pronuncia [t͡ʃeˈtɤ] y мъжа ( "el hombre") se pronuncia [mɐˈʒɤ]
- Las consonantes sonoras se pronuncian sordas cuando se encuentran al final de una palabra o cuando preceden una consonante sorda, p. ej. втори ( "segundo") se pronuncia [ˈftɔri] y град ( "ciudad") se pronuncia [ˈɡrat]. Igualmente, las consonantes sordas se sonorizan cuando preceden una consonante sonora (сграда,  "edificio") queda [ˈzɡradɐ]. La consonante sonora "в" es una excepción: no hace que la consonante sorda precedente se vuelva sonora: сватба (boda) es [ˈsvadbɐ]

### Desarrollos modernos
Desde la época de la liberación de Bulgaria a finales del XIX la lengua búlgara ha tomado un gran número de palabras de idiomas europeos occidentales. Todas estas no van transliteradas tal como se escriben en esos idiomas, sino que se transcriben fonéticamente en cirílico, por ejemplo:
- Del francés - p. ej. тротоар (trottoir, acera), тирбушон (tire-bouchon - sacacorchos, sacacorchos), партер (de par terre - planta baja)
- Del alemán - p. ej. бинт (Binde - vendaje), багер (Bagger - excavadora), бормашина (Bohrmaschine - taladro)

Notable es la transliteración de muchos nombres en inglés a través del alemán, p. ej.:
- Washington → Вашингтон ( "Vashington"), Scotland → Шотландия ( "Shotlandiya")

En los años transcurridos desde el final del comunismo y el ascenso de la tecnología, la tendencia al préstamo se ha trasladado principalmente al inglés, que se ha introducido e infiltrado en amplias áreas léxicas de una manera, otra vez, totalmente fonética. Algunos ejemplos son:
- кликвам на файла (klik-vam na fail-a): "Cliqueo en el archivo"
- даунлоудваш го на десктопа (daunloud-vash go na desktop-a) - "Descárgalo en el escritorio"
- чатим в нета (chat-im v net-a) : "chateamos en la red"

Algunos anglicismos informáticos tienen alternativas tradicionales búlgaras, p. ej. "download" y "upload" pueden ser simplemente свалям y качвам ("svaliam" y "katxvam") literalmente "bajar" y "subir").

### Uso del alfabeto latino en el búlgaro
La inserción de palabras en alfabeto latino directamente en una oración cirílica búlgara, aunque no sea ortodoxa, se ha ido haciendo cada vez más habitual en medios de comunicación. Algunas justificaciones son:
- Acortar lo que de otro modo sería una palabra o frase más larga -

Янките против още US войски в Афганистан  (en lugar ' американски - americano)
Los yanquis se oponen a más tropas US (estadounidenses) en Afganistán
- Para evitar la necesidad de transcribir el cirílico o traducir al búlgaro abreviaturas bien conocidas:

Ние не сме видели края на SOPA, PIPA и ACTA (en lugar de, por ejemplo, СОПА, ПИПА и АКТА)
No hemos visto el final de SOPA, PIPA y ACTA
Los nombres de marca a menudo tampoco se transcriben: WikiLeaks, YouTube, Skype - por oposición a Уикилийкс, Ю-Тюб, Скайп. Sin embargo, no siempre es este el caso, como en el titular "Фейсбук vs. Гугъл" (transliteración literal: Feisbuk vs. Gugǎl).
El "Diccionario ortográfico oficial de la lengua búlgara" de 2012, editado por la Academia Búlgara de las Ciencias, permite que nombres propios famosos sean mantenidos en su alfabeto original. Entre los ejemplos que da aparecen los oligopolios tecnológicos estadounidenses: Yahoo, Microsoft, YouTube, PayPal, Facebook.